# スカイフィールド富郷
スカイフィールド富郷（スカイフィールドとみさと）は、愛媛県四国中央市富郷町寒川山にある球技場。

## 概要
1974年（昭和49年）から2001年（平成13年）にかけて建設された富郷ダム（吉野川水系銅山川）の建設発生土約106万立方メートルを当時の伊予三島市が所有する同ダム下流左岸の渓谷約15ヘクタールに埋め立てて造成し、盛土頂部に天然芝ピッチ3面を段丘状に配置して整備された球技場である。2001年（平成13年）4月1日に開場した。開場年には元ラグビー日本代表の平尾誠二の支援の元、神戸製鋼対カンタベリー大学のラグビー国際親善試合が開催された。
3段に配置されたピッチの中央の段が観客席を備えたメイングラウンドで、上下の段が観客席のないサブグラウンドになる。2017年開催の第72回国民体育大会（愛顔つなぐえひめ国体）のラグビー（少年男子）で使用されたほか、サッカーでは日本女子サッカーリーグ（なでしこリーグ）に所属する愛媛FCレディースや、日本フットボールリーグ所属当時のFC今治がホームゲームを開催したことがある。

## アクセス
- JR予讃線 伊予三島駅よりタクシー30分[2]
- 松山自動車道 三島川之江ICより国道319号・県道高知伊予三島線経由で35分[2]